# Lepidonotopodium atalantae
Lepidonotopodium atalantae är en ringmaskart som beskrevs av Desbruyères och Hourdez 2000. Lepidonotopodium atalantae ingår i släktet Lepidonotopodium och familjen Polynoidae. Inga underarter finns listade i Catalogue of Life.